# Martín Coronado
Martín Coronado (Buenos Aires 4 de 1850 - Caseros, 20 de febrero de 1919) fue un periodista, poeta y dramaturgo argentino. A pesar de que ya publicaba obras desde 1873, recién es reconocido en 1902, gracias a La piedra del escándalo.

## Vida y obra
La obra de Martín Coronado se encuadra dentro de la escuela romántica, cuando las temáticas criollas comienzan a afianzarse en el teatro argentino. Su primera obra fue un libro de versos, Poesías, publicado en 1873. Tras tornarse hacia el teatro, integró la Academia argentina, la cual dirigió entre 1876 y 1878.
Escribió varias obras de teatro, tanto en verso como en prosa. Entre ellas se destacan: La rosa blanca (1877), Luz de luna y luz de incendio, 1810, Salvador (1883), La flor del aire, Cortar por lo más delgado (1893), Un soñador (1896), Parientes pobres, Justicias de antaño, El sargento Palma, La piedra del escándalo y La chacra de don Lorenzo.
En 1877 se estrenó en el teatro de la Alegría La rosa blanca, la primera del autor en llegar al teatro. 
Sin embargo, Coronado alcanzó reconocimiento con La piedra del escándalo, la cual estrenó junto a José Podestá en el Teatro Apolo, el 16 de junio de 1902. Esta obra, un drama de tres actos en verso, contó con la participación de Pablo Podestá.
Coronado tuvo nietos, entre ellos a Alejandro Adolfo Coronado.
Martín Coronado falleció el 20 de febrero de 1919, en una chacra de su propiedad ubicada en la localidad bonaerense de Caseros.

## Homenajes
La localidad bonaerense de Martín Coronado lleva su nombre en su honor, ya que el poeta vivió en la zona. Allí se encuentra una plaza que también lleva su nombre, en la cual se erige un busto del escritor. En la localidad también existe una estación ferroviaria, perteneciente al Ferrocarril General Urquiza, que lo recuerda.